# Karl Jakob Theodor Leybold

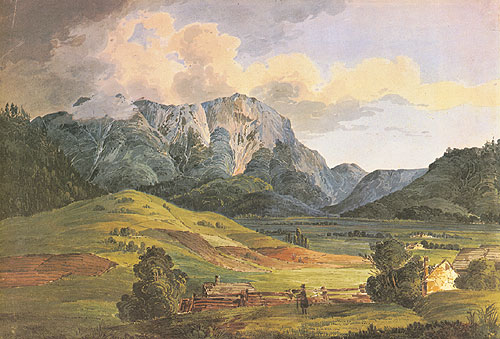
Der Schneeberg,
Aquarell auf Papier von Karl Jakob Th. Leybold

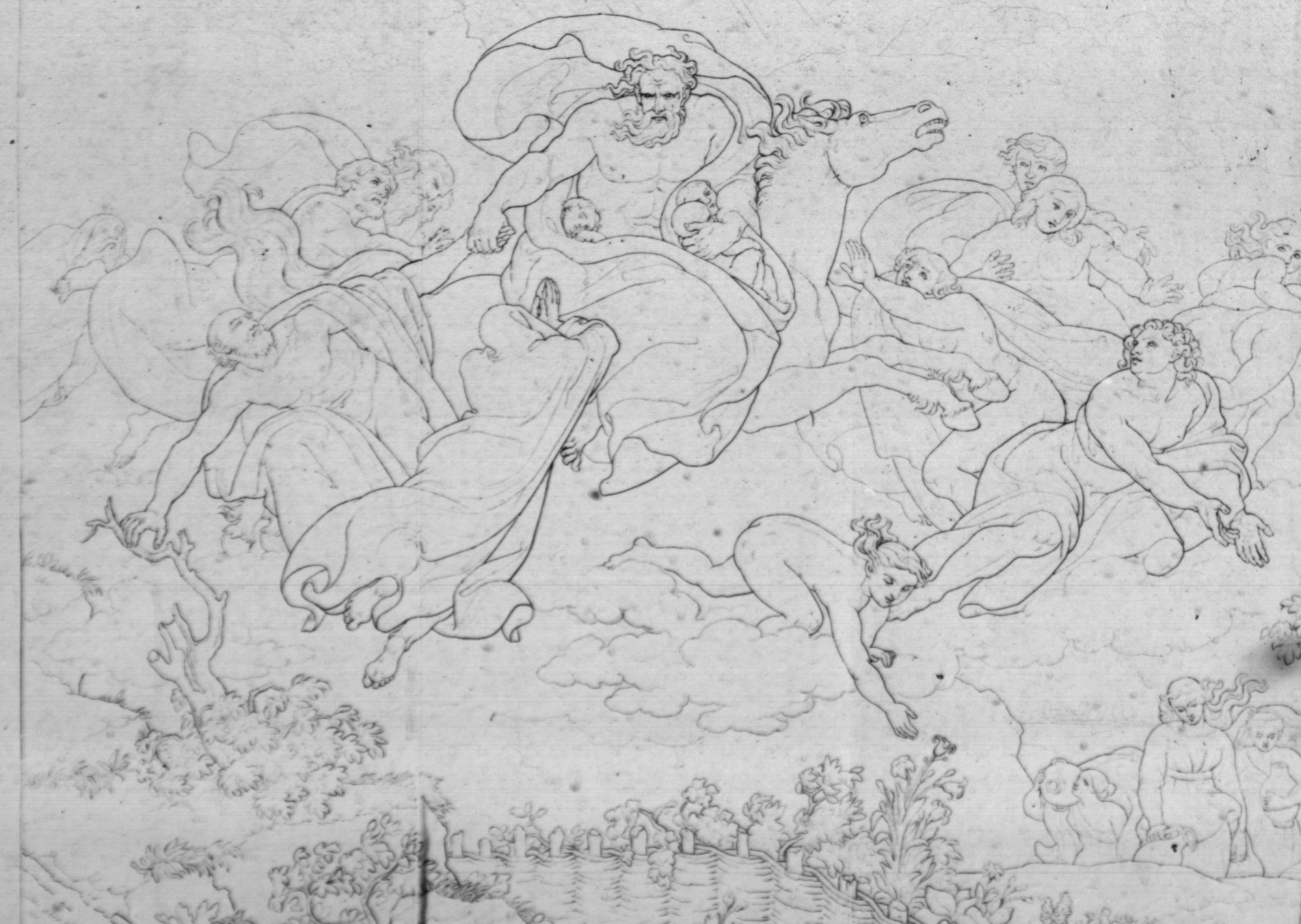
Illustration zu Goethes neugriechischem Gedicht Charon,
Lithographie von Karl Jakob Th. Leybold

Karl Jakob Theodor Leybold (* 19. März 1786 in Stuttgart; † 20. Juli 1844 ebenda) war ein deutscher Maler, Kupferstecher und Lithograf.

## Leben und Werk
Karl Jakob Theodor Leybold war der Sohn des Malers und Kupferstechers Johann Friedrich Leybold, der 1812 die Nachfolge Jakob Schmutzers an der Wiener Akademie antrat. Hier erhielt Karl Jakob Theodor Leybold seine Ausbildung und reiste 1807 mit einem Stipendium des Mäzens und Sammlers Moritz Graf von Fries nach Rom, wo er sich bis 1814 aufhielt. Anschließend war er in Wien tätig und siedelte 1821 nach Stuttgart über, wo er seit 1829 Professor an der Kunstschule und seit 1842 Inspektor der Königlichen Gemäldegalerie war.

## Ehrungen
- 1826 erhielt er von Goethe für seine Darstellung des neugriechischen Charon einen ersten Preis.[1][2]
- 1836 wurde er zum Ehrenmitglied der Akademie in Wien ernannt.